# Norafjorden
61°9′20″N 6°58′14″Ø / 61.15556°N 6.97056°Ø
Norafjorden er en fjordarm på nordsiden af Sognefjorden i Sogndal kommune i Vestland fylke i Norge. Fjorden strækker sig nordover til Sogndal, men bliver oftest kaldt Sogndalsfjorden indenfor Nornessundet ved Nornes. Den totale længde på fjorden ind til bunden af Barsnesfjorden er 21 kilometer. Fjorden har indløb mellem Fiksnes vest for bygden Slinde i nord og Meisurnæsset i syd. Fjorden går først østover og drejer  derefter nordover efter Nornessundet. Sydøst for Slinde ligger bygden Fimreite på sydsiden af fjorden.
«Nor» kommer af gammelnorsk og har ingenting med kompasretningen nord at gøre. Ordet betyder «trangt sund», eller «trang passage» og hentyder til at fjorden smalner kraftig ind i forhold til hovedfjorden, og at der er flere næs og trange passager i fjorden. Navnet betyder med andre ord «den smale fjorden». 
Riksvej 55 går på nordsiden af fjorden. 